# Жуюань-Яоський автономний повіт
24°46′41″ пн. ш. 113°16′30″ сх. д. / 24.77793° пн. ш. 113.27488° сх. д.
Жуюань-Яоський автономний повіт (кит. 乳源瑶族自治县, пін. Rŭyuán Yáozú Zìzhìxiàn) — один із повітів КНР у складі префектури Шаоґуань, провінція Гуаньдун. Адміністративний центр — містечко Жучен.

## Географія
Жуюань-Яоський автономний повіт лежить на півночі провінції в горах Наньлін.

### Клімат
Повіт знаходиться у зоні, котра характеризується вологим субтропічним кліматом. Найтепліший місяць — липень із середньою температурою 28,6 °C. Найхолодніший місяць — січень, із середньою температурою 9,9 °С.
| Клімат повіту Жуюань-Яо | Клімат повіту Жуюань-Яо | Клімат повіту Жуюань-Яо | Клімат повіту Жуюань-Яо | Клімат повіту Жуюань-Яо | Клімат повіту Жуюань-Яо | Клімат повіту Жуюань-Яо | Клімат повіту Жуюань-Яо | Клімат повіту Жуюань-Яо | Клімат повіту Жуюань-Яо | Клімат повіту Жуюань-Яо | Клімат повіту Жуюань-Яо | Клімат повіту Жуюань-Яо | Клімат повіту Жуюань-Яо |
| Показник                | Січ.                    | Лют.                    | Бер.                    | Квіт.                   | Трав.                   | Черв.                   | Лип.                    | Серп.                   | Вер.                    | Жовт.                   | Лист.                   | Груд.                   | Рік                     |
| Середній максимум, °C   | 14,6                    | 15,8                    | 18,5                    | 24,2                    | 28,5                    | 31,4                    | 33,9                    | 33,7                    | 31,2                    | 27,6                    | 22,5                    | 17,6                    | 25                      |
| Середня температура, °C | 9,9                     | 11,7                    | 14,7                    | 20,1                    | 24,1                    | 26,8                    | 28,6                    | 28,3                    | 26,0                    | 22,0                    | 16,6                    | 11,5                    | 20                      |
| Середній мінімум, °C    | 6,8                     | 9,0                     | 12,1                    | 17,2                    | 21,0                    | 23,8                    | 24,9                    | 24,7                    | 22,4                    | 18,0                    | 12,5                    | 7,5                     | 16,7                    |
| Норма опадів, мм        | 77.5                    | 122.5                   | 185.5                   | 226.9                   | 266.2                   | 269.1                   | 201.1                   | 169.0                   | 115.4                   | 57.6                    | 52.7                    | 40.3                    | 1783.8                  |
| Вологість повітря, %    | 77                      | 80                      | 83                      | 82                      | 81                      | 82                      | 78                      | 78                      | 77                      | 74                      | 74                      | 74                      | 78.3                    |
| ----------------------- | ----------------------- | ----------------------- | ----------------------- | ----------------------- | ----------------------- | ----------------------- | ----------------------- | ----------------------- | ----------------------- | ----------------------- | ----------------------- | ----------------------- | ----------------------- |
| Джерело: data.cma.cn    |                         |                         |                         |                         |                         |                         |                         |                         |                         |                         |                         |                         |                         |